# Montgermont
Montgermont är en kommun i departementet Ille-et-Vilaine i regionen Bretagne i nordvästra Frankrike. Kommunen ligger i kantonen Betton som tillhör arrondissementet Rennes. År 2022 hade Montgermont 3 777 invånare.

## Befolkningsutveckling
Antalet invånare i kommunen Montgermont
Referens:INSEE